# Dichrogaster potens
Dichrogaster potens là một loài tò vò trong họ Ichneumonidae.